# Luxembourg au Concours Eurovision de la chanson 1986
Le Luxembourg a participé au Concours Eurovision de la chanson 1986, le 3 mai à Bergen, en Norvège. C'est la 30e participation luxembourgeoise au Concours Eurovision de la chanson.
Le pays est représenté par la chanteuse Sherisse Laurence et la chanson L'amour de ma vie, sélectionnées en interne par RTL Télévision.

## Sélection interne
Le radiodiffuseur luxembourgeois, RTL Télévision, choisit l'artiste et la chanson en interne pour représenter le Luxembourg au Concours Eurovision de la chanson 1986.
| Artiste           | Chanson           | Langue   |
| ----------------- | ----------------- | -------- |
| Sherisse Laurence | L'amour de ma vie | Français |

Lors de cette sélection, c'est la chanson L'amour de ma vie, interprétée par Sherisse Laurence, qui fut choisie. 
Le chef d'orchestre sélectionné pour le Luxembourg à l'Eurovision est Rolf Soja.

## À l'Eurovision

### Points attribués par le Luxembourg
| 12 points | Suisse      |
| 10 points | Belgique    |
| 8 points  | Allemagne   |
| 7 points  | Espagne     |
| 6 points  | Turquie     |
| 5 points  | Suède       |
| 4 points  | Royaume-Uni |
| 3 points  | Irlande     |
| 2 points  | Yougoslavie |
| 1 point   | Pays-Bas    |

### Points attribués au Luxembourg
| 12 points             | 10 points                     | 8 points                                   | 7 points            | 6 points   |
| --------------------- | ----------------------------- | ------------------------------------------ | ------------------- | ---------- |
| - Allemagne - Norvège | - Autriche - Belgique - Suède | - Chypre - France - Pays-Bas - Royaume-Uni | - Irlande           | - Portugal |
| 5 points              | 4 points                      | 3 points                                   | 2 points            | 1 point    |
| - Yougoslavie         | - Finlande - Israël           |                                            | - Danemark - Suisse | - Islande  |

Sherisse Laurence interprète L'amour de ma vie en première position lors de la soirée du concours, précédant la Yougoslavie.
Au terme du vote final, le Luxembourg termine 3e sur les 20 pays participants, ayant reçu 117 points,. Le Luxembourg attribue ses douze points à la Suisse.